# Religia kananejska

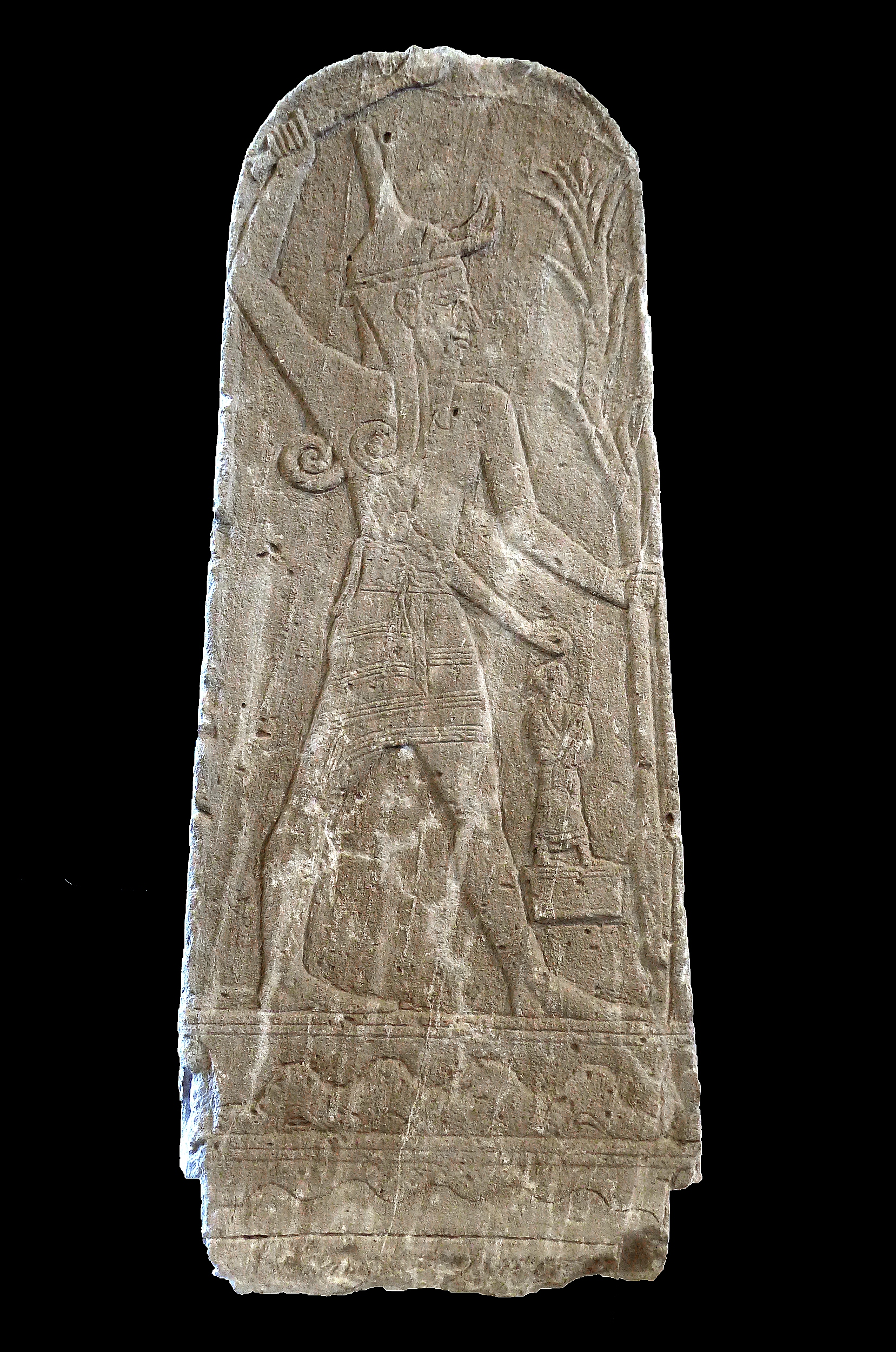
Stela z trzymającym piorun Baalem, XV–XIII wiek p.n.e.

Religia kananejska – system wierzeń ludów zamieszkałych w drugim i pierwszym tysiącleciu p.n.e. na terenie Kanaanu. Jej zniekształcony obraz z helleńskimi naleciałościami przedstawił w II wieku p.n.e. Filon.

## Kosmogonia
Według mitów syro-palestyńskich wszechświat narodził się z wiatru, który wiał nad wodami. Pierwszym bogiem był Mot. Gwiazdy, niebo i ziemia wykluły się z kosmicznego jaja. Pierwsze pokolenie bóstw narodziło się z bogini morza Aszratum i Nieba. W miarę, jak rozwijała się religia, Aszratum łączyła się kolejno z Elem i Baalem, co objaśnia ich prawo do władzy.

## Panteon
Na czele panteonu bóstw ugaryckich stał El – „bóg”, jednak nie był najważniejszym w oddawanym bogom kulcie. Lokalne odmiany jego imienia to „bóg wieczności” lub „bóg przysięgi”. Inną formą nazwy bóstwa było określenie Beth-el – „dom boga lub bóg”, którego symbolem był stojący kamień – betyl. Najbardziej popularnym bóstwem był Baal, utożsamiany z babilońsko-asyryjskim Adadem lub hetyckim Teszubem. Było to bóstwo burz i deszczu, jednocześnie posiadało własne lokalne cechy, na przykład, był opiekunem źródeł i świata podziemnego. Szczególną czcią był otoczony w Damaszku. Jako „Baal niebios” miał cechy Eliona, ojca Ela. Do innych bóstw panteonu ugaryckiego należeli Dagan – bóg ziarna i Mot – bóg żniw. Dagan jako „nasz pan” obdarzony był czcią wśród Filistynów. Pomniejszym bóstwem ugaryckim był Reszef, którego cechy podobne były do egipskiego Seta lub sumeryjskiego Nergala. Określano go przymiotnikiem „noszący błyskawice”. Jako Beisan („niszczyciel”) czczony był w Palestynie. 
Wśród bóstw kobiecych największą popularnością cieszyła się Asztart (Aszerat lub Astarte). W Ugarit występowała jako bóstwo męskie Asztar. Głównym ośrodkiem jej kultu był Askalon. W I tysiącleciu p.n.e. ranga Asztart wzrosła, nazywano ją małżonką Ela i czczono pod postacią słupa (aszerat), ustawionego obok betyla. Do innych bóstw żeńskich należały Anat, która utraciła swoje znaczenie w I tysiącleciu p.n.e., i Szapasz – bogini słońca. 
W I tysiącleciu p.n.e. w panteonie ugaryckim pojawiła się nowa plejada bóstw: Eszmun, Melkart i Adoni. Eszmun w dziele Filona był utożsamiany z Asklepiosem, Melart był nazywany „królem miast”, zaś Adoni („mój pan”) ewoluował z Tammuza. 

## Kult
Od około XIII wieku p.n.e. w religii ugaryckiej utrwaliły się triady bóstw według schematu: bóg obrońca – bogini – młody odradzający się bóg. W Byblos czczono więc Ela, Panią i Adonisa. W Sydonie – Baala, Asztarte i Eszmuna, w Tyrze – Melkarta, Asztarte i Eszmuna, Filistyni zaś czcili Dagana, Asztarte i Baala.
Cześć bóstwom oddawano początkowo na kopcach kultowych z betylami i aszeratami, które namaszczano i okadzano. Niekiedy wznoszono temenosy, na które składały się kaplica z betylem, święty gaj i fontanna. Przed kamieniami składano ofiary, także z ludzi: molk lub herem. Molk polegała na całopaleniu dzieci pierworodnych i ich następnym chowaniu na tophet (specjalnie wyznaczony cmentarz). Herem - na zabiciu jeńców wojennych. Obrzędów rytualnych dopełniali kapłani lub kapłanki. Do innych pracowników kultu należeli prorocy i śpiewający psalmy mężczyźni i kobiety.